# ミラクルキャンディーベリー
ミラクルキャンディーベリー(Miracle Candy Berry)は、日本のアイドルグループである。2017年6月7日以降はミラクルキャンディーベリー＋( - プラス、Miracle Candy Berry Plus)として活動(期間限定ユニットだったが、後に継続を発表)。愛称はミラキャン、ミラキャン＋。2019年3月活動停止。

## 概要
ベリーベリープロダクションに所属し、役者・タレント・モデルとして活動していた前野えま・桑原優妃・本間菜穂・山田美紅羽の4人がアイドルを志望し結成。久保こーじがプロデュースを手掛ける。当初のキャッチコピーは「弾ける元気400% お台場発信アイドル ミラクルキャンディーベリー」。
2016年10月11日、お台場デックス東京ビーチ4階台場一丁目商店街タワー広場にてお披露目記者会見を開催し、デビュー曲「ミラクル☆エクスプレス」を初披露。お披露目から約1ヶ月間は、同年7月3日に解散した乙女新党の元リーダーであり、事務所の先輩である高橋優里花と共に「高橋優里花 with ミラクルキャンディーベリー」として5人(山田が休止発表直後の11月13日渋谷club asiaのみ4人)でイベントに出演。尚、ミラキャンとのコラボと併行して、高橋は自身がメンバー兼プロデューサーとなりオーディションでメンバーを選出し、新たに「いちごみるく色に染まりたい。」を結成。同グループの初のワンマンライブとなった12月24日の恵比寿CreAto公演では、ミラキャンがオープニングアクトを務めるなど、親交が深い。
11月23日、お台場にてミラキャン初の単独公演となる「みらきゃん横丁」を開催。以後、毎月不定期に開催しつつ、多数のアイドルイベントに出演。2017年夏には5人体制のミラクルキャンディーベリー＋として、みんなのアイドルフェスティバル2017を主催、更には汐留ロコドル甲子園2017への出場も決定するなど、精力的に活動を続けている。

### 山田美紅羽のライブ活動休止・脱退
2016年11月12日、山田美紅羽が「しばらくの間修行の旅に出ます」とライブ出演の休止を事務所ブログにて発表。レギュラー出演するTBS系金曜ドラマ「下剋上受験」の撮影の為の休止だったが、ドラマ放送終了後も多忙が続き、2017年7月4日、脱退が同ブログにて発表された。

### ミラクルキャンディーベリー＋
2017年6月7日、新宿LOFTでのイベント出演時に、みらきゃん横丁等で共演していたハイカラガールズの伊藤星・須田理夏子の2人が2017年夏限定で加入し、山田を除いた5人でミラクルキャンディーベリー＋として活動することを発表。オリジナルメンバーでは不在だったリーダー枠を、最年長者である伊藤が務めることも併せて発表された。
以後約2ヶ月に渡り、それまで同様にアイドルイベントに出演しつつ、夏の大きなイベントに向けて5人で練習に励んだが、＋結成時の最大の目標であった汐留ロコドル甲子園2017の準決勝(8月12日 第3試合)にて敗退。夏季限定ユニットという触れ込みで活動をしていた為、＋としての活動終了が惜しまれたが、その後8月27日のみらきゃん横丁にて5人体制での活動継続が発表された(事前に重大発表が行われると告知されていた)。
2019年1月20日、ミラクルキャンディーベリー+のメンバーである前野えまが出演するドラマ「アイドルにさせといて！」の製作発表が行われた。併せて、ミラクルキャンディーベリー+のメンバー全員が、2019年3月をもって卒業することが発表された。

## メンバー
活動当時全員がベリーベリープロダクション所属。

### 現メンバー
| 氏名                      | 生年月日      | 出身地   | 血液型 | 担当          | 在籍期間                   |
| ------------------------- | ------------- | -------- | ------ | ------------- | -------------------------- |
| 前野えま (まえの えま)    | 2003年6月21日 | 神奈川県 | O型    | ピンク        | 2016年10月11日 - 2019年3月 |
| 桑原 優妃 (くわはら ゆき) | 2003年7月22日 | 東京都   | A型    | 紫            | 2016年10月11日 - 2019年3月 |
| 本間菜穂 (ほんま なほ)    | 2004年4月2日  | 埼玉県   | O型    | オレンジ      | 2016年10月11日 - 2019年3月 |
| 伊藤 星 (いとう せい)     | 2002年7月8日  | 東京都   | A型    | 赤 (リーダー) | 2017年6月7日 - 2019年3月   |
| 須田 理夏子 (すだ りかこ) | 2002年7月20日 | 千葉県   | A型    | 青            | 2017年6月7日 - 2019年3月   |

### 旧メンバー
| 氏名                        | 生年月日       | 出身地 | 血液型 | 担当 | 在籍期間                      |
| --------------------------- | -------------- | ------ | ------ | ---- | ----------------------------- |
| 山田 美紅羽 (やまだ みくう) | 2005年11月14日 | 東京都 | A型    | 赤   | 2016年10月11日 - 2017年7月4日 |

## 楽曲

### CD販売作品
全曲、久保こーじプロデュース。
ミラクル☆エクスプレス
- 作詞・作曲・編曲：久保こーじ
- デビュー曲でありミラキャン初のオリジナル楽曲。2016年10月11日のお披露目記者会見にて初披露。その後、10月16日新宿BLAZEにてCD販売。
- 発売時期により4人バージョン、3人バージョン、星ちゃんいっぱい歌ってるバージョンなど複数バージョンが存在する。

お台場 Love Me Do!!
- 作詞・作曲・編曲：久保こーじ
- 2016年11月23日、みらきゃん横丁にて初披露、CD販売。その時点ではタイトル未定で、ライブもCDも1番のみのショートバージョンだったが、12月3日池袋RUIDO K3にてフルバージョンが初披露され、同日フルバージョンのCDが販売された。歌詞が追加されただけでなく、1番の歌詞も初披露時から一部変更されている。

こたつでみかん
- 作詞・作曲・編曲：白石俊太
- 2016年12月23日、池袋RUIDO K3にて「ハイカラマン」と共に初披露。同日CD販売。
- 冬を連想させる、ミラキャン初の季節感溢れる曲。だが、それを理由に2017年3月4日の渋谷TSUTAYA O-nestを最後に「チョコレートより愛してる君へ」と共に封印。以来、一度も披露されていない(2017年7月現在)。

ハイカラマン
- 作詞：フィルマヒロシ、作・編曲：高輪サウス、ギター：Jack 葛西
- 初のカバー曲。以降4曲、過去に久保が関わった作品のカバーが続く。原曲はインチキフォークデュオCLUBFOLKにより、台場一丁目商店街のテーマソングとして2002年に発表された「Hi-Color Man」。カバーするに当たり、原曲よりテンポが大幅に引き上げられ、歌詞も一部変更されている。
- 2016年12月23日、池袋RUIDO K3にて「こたつでみかん」と共に初披露。CDは翌々日12月25日のみらきゃん横丁にて販売。当初発売されたミラキャン3人バージョンと比べ、後に発売されたハイカラガールズ2人バージョンはキーが半音下げられている。以降、ミラキャンのみで披露する際にも半音下げバージョンが使用されている。
- 2017年7月8日より放送開始のチバテレ「ＴｈｅオーディションＬｉｖｅ」のオープニング曲に同曲が起用された。同番組のMCは事務所の先輩である河上英里子が務め、初回ゲストとしてミラキャン＋が5人揃って出演した。

FIRE WOMAN
- 作詞：ヒルマ弘 / 神田陽太、作曲：PuZZ: / 久保こーじ、編曲：久保こーじ
- PuZZ:による2000年発表の同名曲のカバー。
- 原曲さながらのロックアレンジとなっており、レコーディングには元PuZZ:の赤堀真之(Bass)と川畑大城(Drums)が参加している。ギターはヒルマと共によこわけズとして活動しているよこわけ4号(平良友寛)。
- 2017年1月21日、渋谷TSUTAYA O-nestにて初披露、CD販売。

チョコレートより愛してる君へ
- 作詞・作曲：久保こーじ、編曲：酒井陽一
- 原曲は久保が参加していたバンド13's PARADISEの楽曲。1986年4月に作成されたデモテープに収録されているのが、久保のブログにて確認出来る[3]。1993年2月13日に日本武道館にて開催された「南原清隆 生誕28周年記念祭and長女隊コンサート」にて久保こーじとして出演した際に披露され、その模様は後に久保がパーソナリティを務めたラジオオールナイトニッポンで放送された。
- 編曲は、J-POPからアニメ・ゲーム作品のテーマソングなど、幅広い分野での楽曲提供・アレンジを手掛ける、酒井陽一が担当。ギターは前作に引き続きよこわけ4号。
- 2017年2月11日のみらきゃん横丁にて初披露、CD販売。初披露時よりハイカラガールズが参加し、イントロではバレンタインを思わせる寸劇が組み込まれた。バレンタインソングの為「こたつでみかん」と共に封印するも、3月28日渋谷WOMBでのイベントにて特別に解禁された。

逢いたい君がいない
- 作詞：前田たかひろ、作曲：久保こーじ、編曲：藤田宜久
- 天方直実のデビュー曲である1996年発表の同名曲のカバー。原曲と比べ歌い出しのサビがカットされており、現代風のダブステップアレンジとなっている。
- 2017年3月19日のみらきゃん横丁にて初披露、CD販売。

＋思考ディスカバリー
- 作詞：ヒルマ弘 、作・編曲：藤田宜久
- 前作から4ヶ月ぶりの新曲であり、オリジナル楽曲としては2017年初で「こたつでみかん」以来7ヶ月ぶりとなり、ミラキャン＋体制での初めての楽曲でもある。
- これまでのどの楽曲よりもテンポが速く、ダンスの難易度も格段に上がっている。
- 2017年7月23日新宿MARSにて初披露、CD販売。この日は新宿・渋谷と2公演をこなしたが、リーダー・伊藤の不在により、4人で初披露となった。

### その他
乙女新党カバー
「高橋優里花 with ミラクルキャンディーベリー」名義でイベントに出演した際や、初期の持ち曲が少ない時期に以下の楽曲をカバーした。
- 2学期デビュー大作戦
- もうそう★こうかんにっき
- ときめき☆パラドックス
- 乙女の365日

昭和歌謡
みらきゃん横丁における目玉のひとつ「歌謡ショー」にて様々な昭和歌謡をカバーしている。回によっては、ひとつのテーマに沿って選曲が成される(例：アニソン特集、卒業ソング、男性の曲限定、など)。

## 主催イベント

### みらきゃん横丁
本拠地であるお台場デックス東京ビーチ4階の台場一丁目商店街タワー広場にて、不定期開催。昭和歌謡曲を歌う「歌謡ショー」やメンバーの生誕祭もここで行われる。お披露目記者会見からみらきゃん横丁まで全ての公演にて、久保こーじの実兄であり、台場一丁目商店街自治会長でもある久保浩がMCを務める。
| 日程          | タイトル                                                               | 備考 |
| 2016年        |                                                                        | |
| ------------- | ---------------------------------------------------------------------- | --- |
| 11月23日      | 第1回「お台場みらきゃん横丁」                                          | ゲスト：相川くるみ |
| 12月25日(2部) | 第2回「お台場みらきゃん横丁」ミラキャンとクリスマス                    | ゲスト：ハイカラガールズ（伊藤は1部のみ）、ハイカラマン |
| 2017年        |                                                                        | |
| 1月2日(2部)   | 第3回「お台場みらきゃん横丁」新春みらきゃん横丁                        | 以降、ハイカラガールズはレギュラー出演。 |
| 2月11日(2部)  | 第4回「お台場みらきゃん横丁」バレンタインスペシャル                    | 全5公演に渡るスタンプラリー開始回。 |
| 2月26日(2部)  | 第5回「お台場みらきゃん横丁」ミラクルハイカラスタンプラリー/ファイナル | スタンプラリー最終回。撮影会の為、須田は欠席。アニソン特集。 |
| 3月19日(2部)  | 第6回「お台場みらきゃん横丁」卒業・お別れソングスペシャル              | 卒業ソング特集。第1回～今回までの皆勤賞を表彰。 |
| 4月2日        | 第7回「お台場みらきゃん横丁」菜穂生誕祭                                | 3階シーサイドデッキにて初の野外公演 |
| 4月30日(2部)  | 第8回「お台場みらきゃん横丁」GWスペシャル                              | たこやきミュージアムとのコラボ企画「食レポ」実施。 |
| 5月7日(2部)   | 第9回「お台場みらきゃん横丁」GWスペシャル                              | 前回に引き続きコラボ企画「利きたこ焼き選手権」実施。 |
| 6月18日       | 第10回「お台場みらきゃん横丁」前野えま生誕祭                           | ミラキャン＋として初のみらきゃん横丁。 五十嵐璃真・石田美羽が新ハイカラガールズとしてレギュラー化。 前野のみ、同会場で直前に開催された「お歌の日」にゲスト出演。 |
| 7月2日(2部)   | 第11回「お台場みらきゃん横丁」伊藤星星誕祭                             | |
| 7月16日(2部)  | 第12回「お台場みらきゃん横丁」須田理夏子生誕祭                         | |
| 7月17日(2部)  | 第13回「お台場みらきゃん横丁」桑原優妃生誕祭                           | |

### みんなのアイドルフェスティバル2017
2017年7月9日、池袋RUIDO K3にて行われたイベント出演時に、8月4・5・6日の3日間に渡りお台場デックス東京ビーチ3階シーサイドデッキでの開催が発表された。当初は「ミラキャンアイドルフェスティバル2017」と銘打たれていたが、後に Twitter公式アカウント が開設された際には「みんなのアイドルフェスティバル2017」と変更されていた。略称は当初よりMIF(ミフ)と変わらず。
尚、同日近隣にて開催されるTOKYO IDOL FESTIVAL(とうきょう・アイドル・フェスティバル、通称TIF・ティフ)2017との関連は不明である。
| Time          | <Day 1> 8/4(Fri)                     | <Day 2> 8/5(Sat)                 | <Day 3> 8/6(Sun)                 |
| ------------- | ------------------------------------ | -------------------------------- | -------------------------------- |
| 15:45-15:55   |                                      | ザ・うれぴーナッツ (Opening Act) | ザ・うれぴーナッツ (Opening Act) |
| 16:00-16:20   |                                      | ミラクルキャンディーベリー＋     | p.e.n                            |
| 16:20-16:40   |                                      | CURATIONS                        | みらくる！わんだらんど           |
| 16:40-17:00   |                                      | 昭和☆トキメキ組 (from GIF39s)    | うさぎのみみっく!!               |
| (16:55-17:05) | ザ・うれぴーナッツ (Opening Act)     |                                  |                                  |
| 17:10-17:30   | ミラクルキャンディーベリー＋         | HANA&MOMO                        | メトロポリス                     |
| 17:30-17:50   | MOMOもすももももものうち☆            | 三毛猫歌劇団                     | にじいろ学園SEASON3              |
| 17:50-18:10   | 飯塚理珠 (from pinkypoker)           | PrincessGarden-姫庭-             | REBIRTH                          |
| 18:20-18:40   | アモレカリーナ東京                   | CHOCO★MILQ                       | pinkypoker                       |
| 18:40-19:00   | 黄金時代                             | NEO BREAK                        | Si☆Stella                        |
| 19:00-19:20   | きみがわたしだけのおうじさまだったら | No,SateLight                     | アモレカリーナ東京               |
| 19:30-19:50   | KAMOがネギをしょってくるッ!!!        | いちごみるく色に染まりたい。     | ミラクルキャンディーベリー＋     |